# Poppitz
Pour plus de détails, voir Fiche technique et Distribution.
Poppitz est un film autrichien réalisé par Harald Sicheritz sorti en 2002.

## Synopsis
Gerry Schartl est un vendeur de voitures très performant qui a aussi le talent pour fourguer les pires modèles. Pas complètement désintéressé, il pistonne l'une ou l'autre de ses ventes à Bertram, l'adjoint du directeur. Immédiatement après l'enterrement du directeur, qui est mort d'une crise cardiaque lors d'une réunion, Gerry s'envole avec Lena sa femme qui est mécontente et Patrizia sa fille adolescente pour des vacances dans un séjour tout compris à l'île balnéaire de Cosamera. À l'aéroport pour partir, Gerry remarque des incohérences qui le contraint à faire le tour du passé de la société : Lors de la dernière réunion avec le directeur, les associés de l'entreprise en Allemagne sont mentionnés, l'adjoint a souvent téléphoné ces derniers temps à un certain M. "Poppitz". Bertram avait un message important pour Gerry qu'il ne pouvait dire à l'enterrement ; Gerry devient anxieux et craint une prise de pouvoir hostile, qui mettrait son emploi en danger.
Lors de son arrivée à Cosamera, le stress commence à gagner Gerry. Le club de vacances est fermé à l'extérieur comme une forteresse, les valises de Gerry ont disparu, l'hôtel grouille de cancrelats et de punaises, le personnel est incompétent et grossier. La folie de Gerry est au summum lorsqu'il apprend qu'il y aurait parmi les vacanciers allemands un certain "Poppitz", qu'il croit de plus en plus être l'arrogant Ben, lequel flirte ouvertement avec Lena.

## Fiche technique
- Titre : Poppitz
- Réalisation : Harald Sicheritz assisté de Johanna Chahrour
- Scénario : Harald Sicheritz, Roland Düringer
- Musique : Lothar Scherpe
- Direction artistique : Florian Reichmann
- Costume : Thomas Oláh
- Photographie : Helmut Pirnat (de)
- Son : Walter Amann
- Montage : Ingrid Koller
- Production : Danny Krausz, Kurt Stocker
- Sociétés de production : Dor Film
- Société de distribution : Filmladen (de)
- Pays d'origine :  Autriche
- Langue : allemand
- Format : Couleurs - 1,85:1 - Dolby Digital - 35 mm
- Genre : Comédie
- Durée : 99 minutes
- Dates de sortie :
  - Autriche : 30 août 2002.
  - Allemagne : 21 octobre 2004.

## Distribution
- Roland Düringer: Gerry Schartl
- Marie Bäumer: Lena Schartl
- Nora Heschl (de): Patrizia Schartl
- Kai Wiesinger: Ben
- Alfred Dorfer: Bertram
- Reinhard Nowak: Fritz Nowak
- Oliver Korittke: Uwe Schalk
- Maria Hofstätter : Mme Kübel